# Lîsîciovo, Irșava
Lîsîciovo (în ucraineană Лисичово) este o comună în raionul Irșava, regiunea Transcarpatia, Ucraina, formată numai din satul de reședință.

## Demografie
Componența lingvistică a comunei Lîsîciovo
     Ucraineană (98,81%)
     Alte limbi (1,2%)
Conform recensământului din 2001, majoritatea populației comunei Lîsîciovo era vorbitoare de ucraineană (98,81%), existând în minoritate și vorbitori de alte limbi.
Conform recensământului din 1910, satul avea 1733 locuitori:
- 80 germani
- 28 maghiari
- 1563 ruteni

Dintre aceștia:
- 69 evrei
- 98 romano-catolici
- 1562 greco-catolici

, în sat trăiau 1494 persoane:
- 1422 Ruteni
- 56 Slovaci
- 15 Evreii
- 1 Maghiar

Conform recensământului RSS Ucrainene din 1989, populația prezentă a satului era de 2915 persoane, dintre care 1418 bărbați și 1497 femei.
Conform recensământului din 2001, în sat locuiau 3186 persoane.

## Limba
Distribuția populației după limba maternă, conform recensământului din 2001:
| Limba            | Procent |
| ---------------- | ------- |
| Limba ucraineană | 98,81 % |
| Limba slovacă    | 0,82 %  |
| Limba rusă       | 0,38 %  |

## Fierăria cu apă „Hamora”

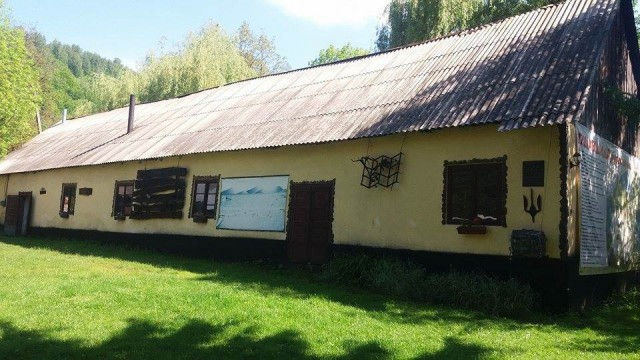
Fierăria cu apă Hamora

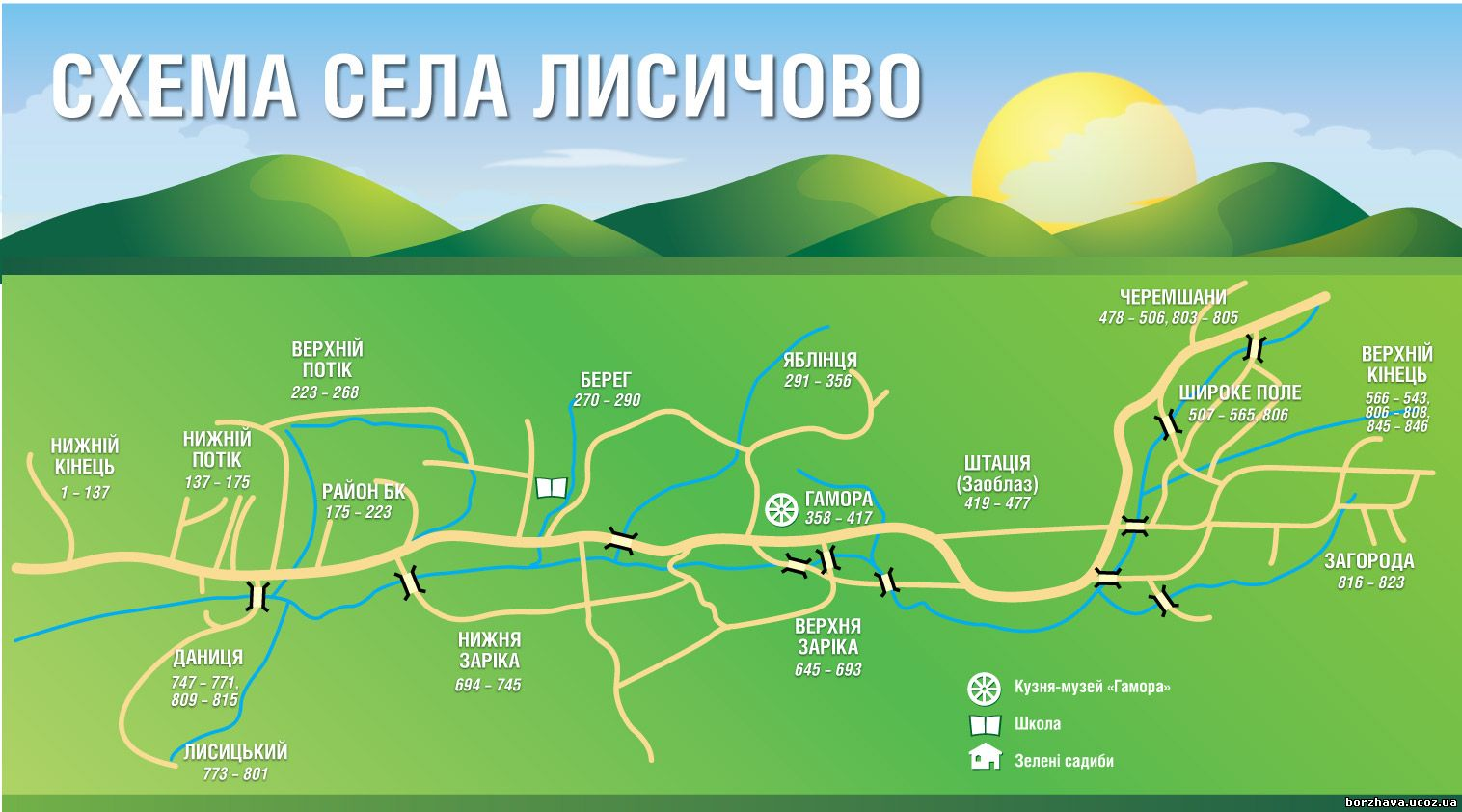

În sat se află unica fierărie cu apă funcțională din Ucraina — „Hamora” (din germ. *Hammer* — ciocan), un monument istoric din secolul al XVIII-lea, protejat de stat.
Clădirea principală are 31 m lungime, 8,5 m lățime și 7,75 m înălțime, construită pe o fundație de piatră. Pereții vestici, nordici și sudici sunt construiți din piatră naturală neregulată, netencuiți. Peretele estic este din lemn, pe cadru, tencuit. Peretele interior este din cărămidă, separând spațiul în două. Plafonul este cu grinzi de lemn și podea din scânduri. Acoperișul este în două ape, acoperit în prezent cu azbest. De-a lungul peretelui estic curge un jgheab de lemn.
Mecanismul de apă al ciocanului constă dintr-un tambur de lemn, o roată cu palete și un arbore de transmisie dintr-o grindă de 6,7 m, cu suporturi laterale (30×50 cm) și un sprijin pentru ax. Mecanismul ciocanului include axul, ciocanul, o grindă de lemn (25×22 cm), suporturi laterale (48×33 cm), un suport pentru nicovală și o nicovală de oțel.
Reglarea apei se face printr-un sistem cu patru pârghii, prima fixată la capătul superior al jgheabului. Prin tragerea ultimei pârghii, se ridică discul care acoperă deschiderea, lăsând apa să curgă pe roată și punând în mișcare ciocanul. În atelier se aflau trei ciocane mecanice și cinci cuptoare din cărămidă pe mortar de lut.
La începutul anului 1945, fierăria a fost transformată în Uzina de Fierărie Lysychivska „Sila”. În acel an, fabrica a produs (în limba originală): sape — 3317 buc., târnăcoape — 225, potcoave — 2000, hârlețe — 100, răzuitoare — 95, lopeți — 480, dălți — 340, topoare — 280, greble — 127, potcoave — 2570, coase — 872, în valoare de 7612,22 mii ruble.
În anii 1960, producția a fost transferată la combinatul industrial din Irshava, iar la sfârșitul deceniului uzina a fost închisă. În 1971, atelierul a fost restaurat ca muzeu și declarat monument de arhitectură industrială. În prezent, „Hamora” este singura fierărie cu apă activă din Ucraina și una dintre puținele din Europa, cu o vechime de peste 300 de ani. Tot aici are loc anual festivalul meșteșugăresc „Hamora”.

## Atracții turistice
- Fierăria hidraulică funcțională „Gamora”
- Biserica Sfântului Ioan Paul al II-lea, anul 2017
- Biserica Sfântului Arhanghel Mihail, anul 1927
- Biserica Sfântului Arhanghel Mihail, anul 1999
- Izvorul de apă minerală Trosna
- Râul Lysycianka
- Muntele Sova – 561,6 m
- Pasul montan Prîslip – 937,6 m
- Lacul Repynne
- Muntele Kuk – 1361 m